# 레인코트 프로그램
레인코트 프로그램(영어: Raincoat Program)은 스포츠 생중계와 같이 날씨 등의 이유로 생방송이 불가능할 경우에 대비하여 미리 준비해 놓는 프로그램이다. 줄여서 레인코트라고도 한다.

## 같이 보기
- 방송
- 생방송
- 대중 매체